# Gloeivis

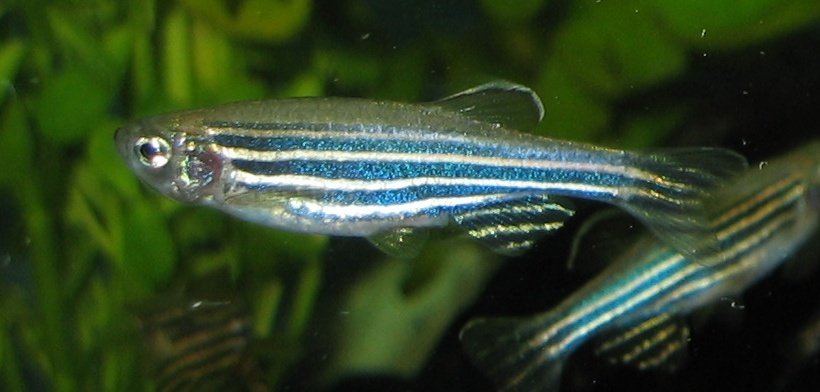
Zebravis

De gloeivis is een genetische gemodificeerde zebravis. Deze gemodificeerde vissen zijn als handelsmerk gedeponeerd en worden GloFish genoemd naar het Engelse 'glowfish', wat gloeivis betekent.
In 2002 slaagden onderzoekers erin om de zebravisjes genetisch te modificeren door er stukjes DNA van lichtgevende kwallen in te stoppen. Hierdoor maken ook de vissen nu het fluorescerende eiwit en lichten ze rood op als ze belicht worden met wit of ultraviolet licht. Er zijn naderhand ook vissen gemaakt die in andere kleuren oplichten. De zebravis werd al snel razend populair als huisdier in onder andere Japan. In de Europese Unie is voor import en verhandeling van genetisch gemodificeerde organismen, dus ook deze vis, een markttoelating vereist. Zo'n markttoelating is voor de GloFish (nog) niet aangevraagd. Dientengevolge is de import van de genetisch aangepaste variant in de Europese Unie verboden. De Kamerleden Ormel en Waalkens kwamen in het nieuws omdat zij de import van dit visje op principiële gronden wilden verbieden.
Volgens het ministerie van VROM vormen de gloeivissen geen risico voor mens of milieu. Buiten het aquarium kunnen de vissen in het Nederlandse milieu niet overleven.
Op 9 november 2006 ontdekte de Nederlandse VROM-Inspectie een partij van circa 1400 gloeivisjes, die illegaal verkocht werden door aquariumzaken in Noord-Holland en Utrecht. VROM verzocht de kopers van de visjes deze naar de aquariumzaken terug te brengen. Op 11 december 2008 sommeerde de VROM-Inspectie twee importeurs en een aantal (internet)handelaren de gloeivisjes uit de handel te nemen.
In 1993 was al eens commotie ontstaan rond 'punkvissen': vissen die worden gekleurd door een kleurstof in de staartvin in te spuiten. D66 stelde er Kamervragen over.